# Toru Sano
Toru Sano (Prefectura de Shizuoka, Japó, 15 de novembre de 1963) és un exfutbolista japonès.

## Selecció japonesa
Toru Sano va disputar 9 partits amb la selecció japonesa.